# Flodceder
Flodceder (Calocedrus) er en lille planteslægt med tre arter. Flodceder er ikke et ceder-træ i botanisk forstand, det er kun arter i slægten Cedrus, som hører til Gran-familien. Navnet Calocedrus til trods hører flodceder til Cypres-familien lige som f.eks. Livstræ, med hvilket det er nært beslægtet.
| Beskrevne arter |

- Californisk Flodceder (Calocedrus decurrens)

| Andre arter |

- Calocedrus formosana
- Calocedrus macrolepis